# Auflance
Auflance ist eine französische Gemeinde mit 81 Einwohnern (Stand: 1. Januar 2022) im Département Ardennes in der Région Grand Est. Die Gemeinde gehört zum Arrondissement Sedan und zum Kanton Carignan. 

## Geografie
Auflance liegt etwa 34 Kilometer ostsüdöstlich vom Stadtzentrum Sedans in den Argonnen an der Grenze zu Belgien. An der südöstlichen Gemeindegrenze verläuft das Flüsschen Marche. Umgeben wird Auflance von den Nachbargemeinden Puilly-et-Charbeaux im Norden und Westen, Florenville (Belgien) im Osten und Nordosten, Sapogne-sur-Marche im Süden und Südosten, Moiry im Süden und Südwesten sowie Fromy im Westen und Südwesten.

## Bevölkerungsentwicklung
| 1962                      | 1968 | 1975 | 1982 | 1990 | 1999 | 2006 | 2011 | 2016 |
| ------------------------- | ---- | ---- | ---- | ---- | ---- | ---- | ---- | ---- |
| 130                       | 134  | 105  | 100  | 104  | 91   | 88   | 83   | 85   |
| Quelle: Cassini und INSEE |      |      |      |      |      |      |      |      |

## Sehenswürdigkeiten
- Kirche Saint-Remi
- Kapelle aus dem 18. Jahrhundert

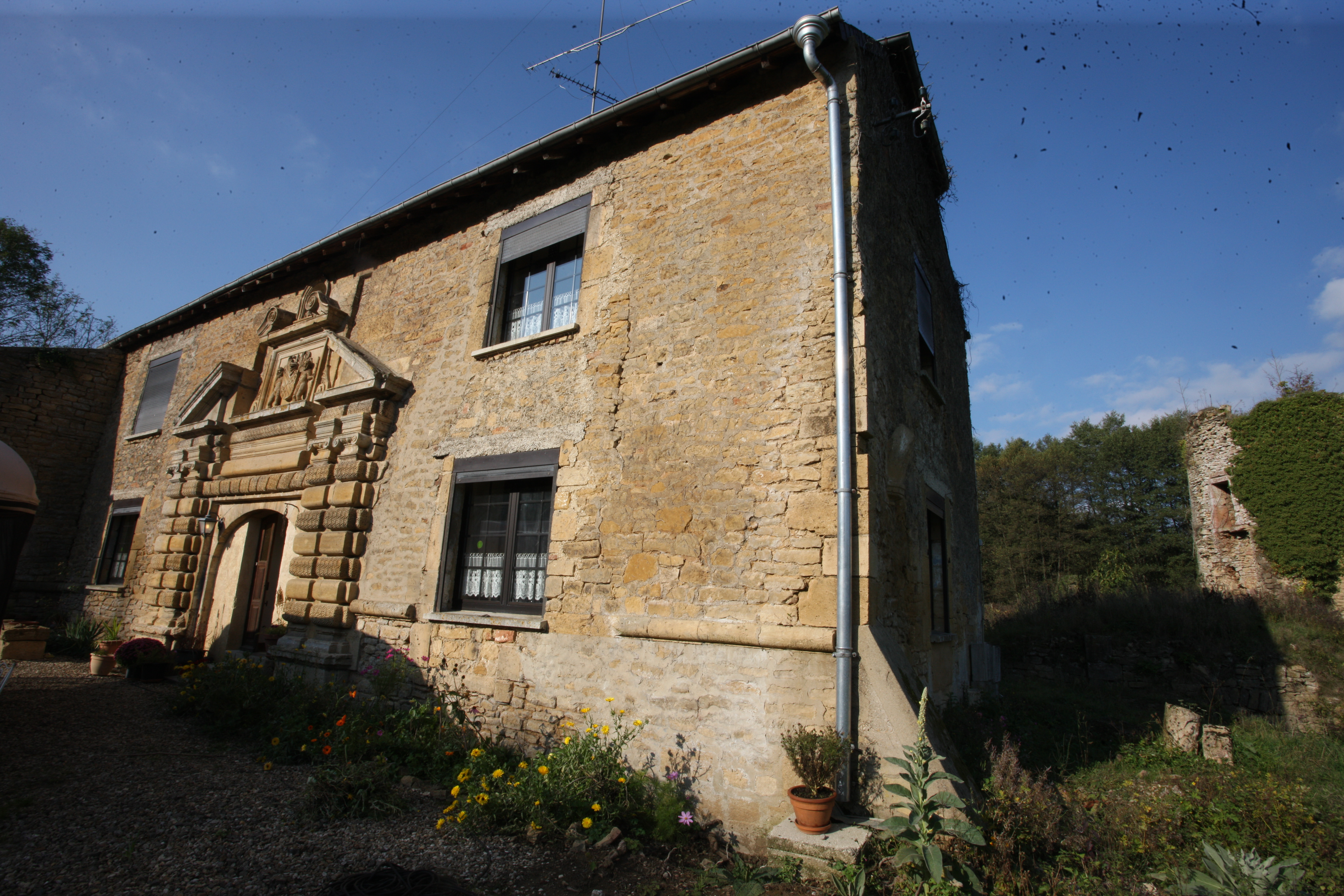
Reste des Schlosses

- Reste des Schlosses, seit 1991 Monument historique